# Rhantus wallisi
Rhantus wallisi är en skalbaggsart som beskrevs av Hatch 1953. Rhantus wallisi ingår i släktet Rhantus och familjen dykare. Inga underarter finns listade i Catalogue of Life.